# Anorostoma hinei
Anorostoma hinei är en tvåvingeart som beskrevs av Garrett 1925. Anorostoma hinei ingår i släktet Anorostoma och familjen myllflugor.
Artens utbredningsområde är Alaska. Inga underarter finns listade i Catalogue of Life.